# إيما جين كادي
إيما جين كادي (بالإنجليزية: Emma Jane Cady)‏ هي رسامة أمريكية، ولدت في 1854، وتوفيت في 1933.